# Monastero di San Juan de los Reyes
Il monastero di San Juan de los Reyes (monastero di San Giovanni dei Re) è un monastero francescano in stile isabellino a Toledo, in Castiglia-La Mancia, in Spagna, costruito dai Re cattolici (1477-1504).

## Storia
Questo monastero fu fondato dal re Ferdinando II d'Aragona e dalla regina Isabella I di Castiglia per commemorare sia la nascita del loro figlio, il principe Giovanni, sia la loro vittoria nella battaglia di Toro (1476) sull'esercito di Alfonso V del Portogallo e del principe Giovanni. Per simboleggiare la vittoria dei cristiani nella lunga campagna di Granada, la sua facciata esterna in granito è decorata, secondo un ordine della regina del 1494, con le manette e le catene indossate dai prigionieri cristiani di Granada tenuti dai Mori e rilasciati durante la Reconquista.

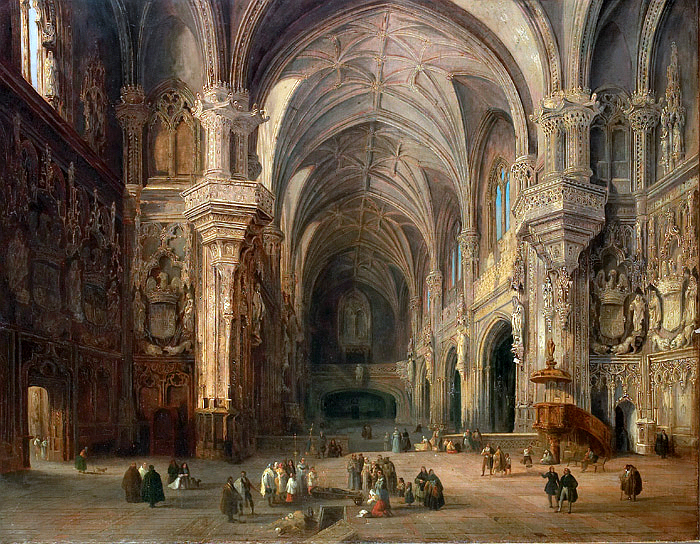
San Juan de los Reyes di Jenaro Pérez Villaamil.

Anche il principe Giovanni del Portogallo celebrò la sua vittoria sull'esercito castigliano dei monarchi cattolici con una solenne processione in ogni anniversario della battaglia. Questa apparente contraddizione fu una conseguenza dell'indeciso esito militare della battaglia: le truppe al comando di Afonso V vennero separate mentre le forze guidate dal principe Giovanni del Portogallo sconfissero l'ala destra castigliana e rimasero in possesso del campo di battaglia.
Indubbiamente, la battaglia rappresentò una decisiva vittoria politica per i monarchi cattolici, assicurando loro il trono e aprendo la strada ai futuri regni uniti di Spagna. Così scrisse lo storico e accademico spagnolo Rafael Casas:
"... San Juan de los Reyes nasce dalla volontà reale di costruire un monastero per commemorare la vittoria in una battaglia dall'esito incerto ma decisivo, quella combattuta a Toro nel 1476, che consolidò l'unione dei due più importanti Regni Peninsulari."
Toledo fu scelta come sito per la costruzione del monastero per la sua posizione geografica centrale e perché era stata la capitale dell'antico regno visigoto, ricostituito simbolicamente da Isabella e Ferdinando con il ripristino dell'unità perduta della Spagna, attraverso l'unione di Castiglia e Aragona.
Questo monastero fu inizialmente chiamato "San Juan de la Reyna" e fu concepito per essere il mausoleo dei monarchi cattolici anche se dopo la Reconquista di Granada, i reali scelserro la Cattedrale di Granada come luogo di sepoltura. 
La costruzione del monastero iniziò nel 1477 seguendo i progetti dell'architetto Juan Guas, e fu completata nel 1504. Venne dedicato a San Giovanni Evangelista ad uso dei frati francescani. Nel 1809 il monastero fu gravemente danneggiato dalle truppe napoleoniche durante l'occupazione di Toledo e abbandonato nel 1835. Il restauro iniziò nel 1883 ma non fu completato fino al 1967. Il monastero fu restituito all'ordine francescano nel 1954.

## Descrizione

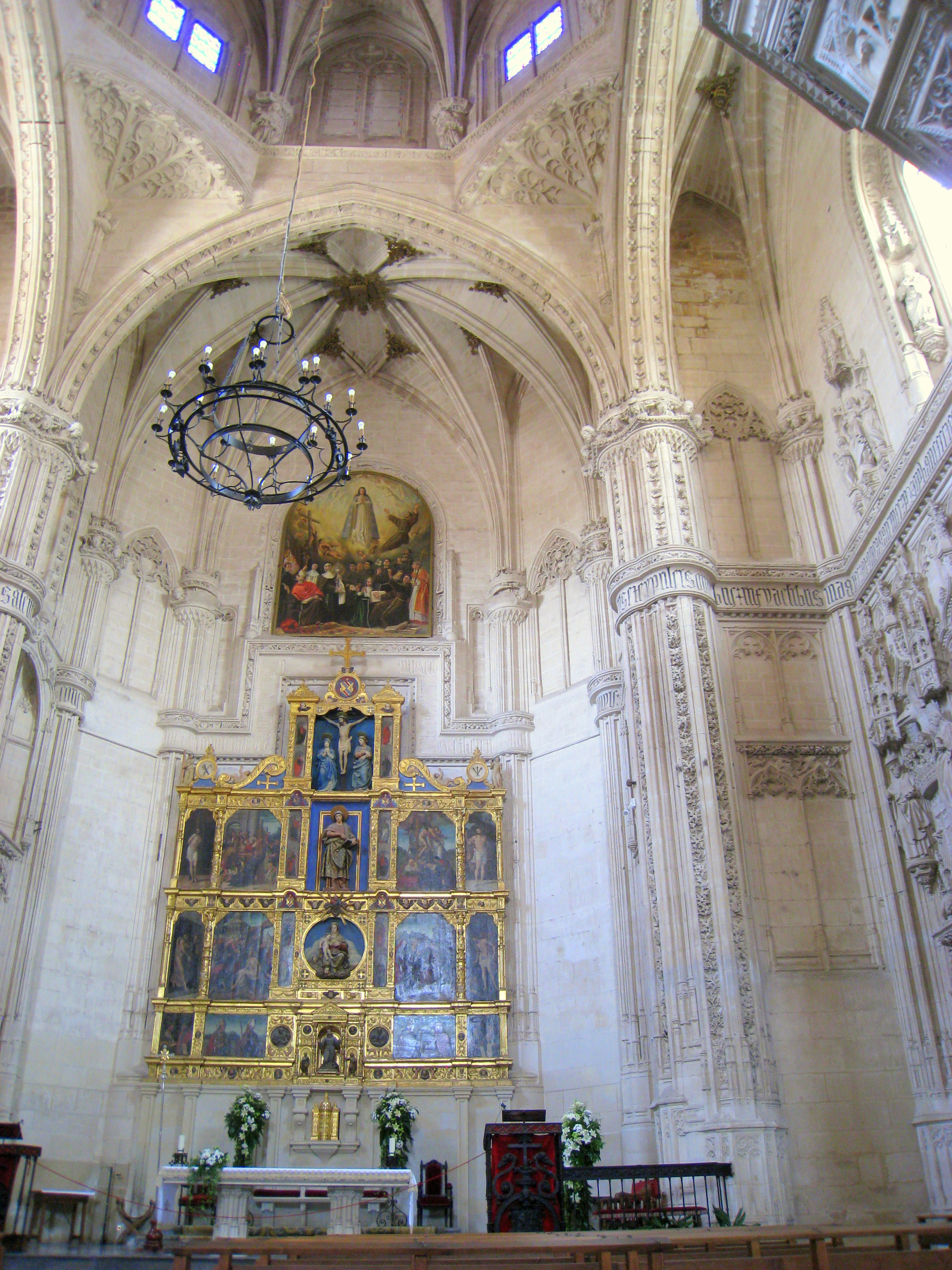
Cappella principale della chiesa.

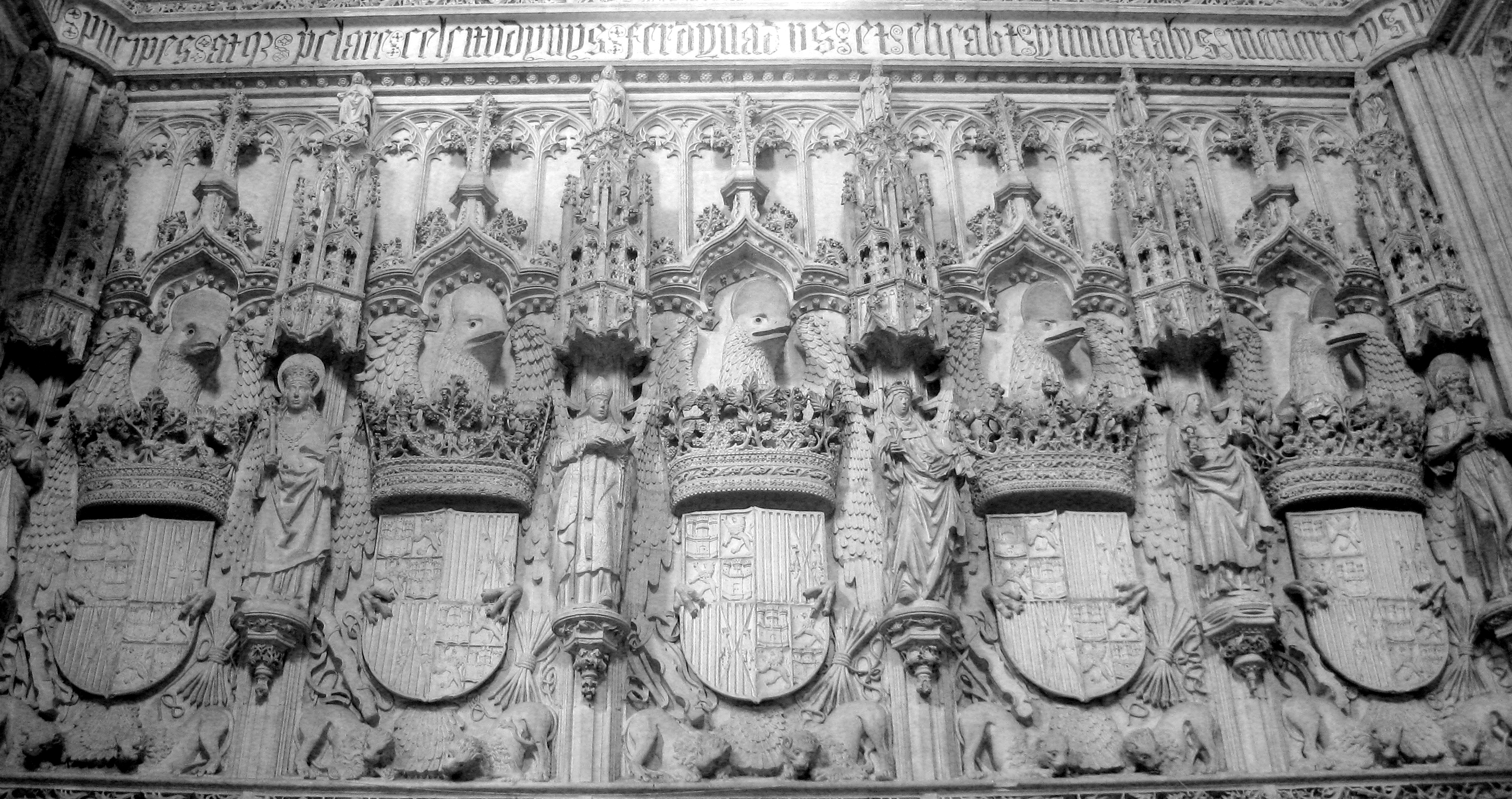
Rilievi con gli stemmi dei Re cattolici all'interno della chiesa.

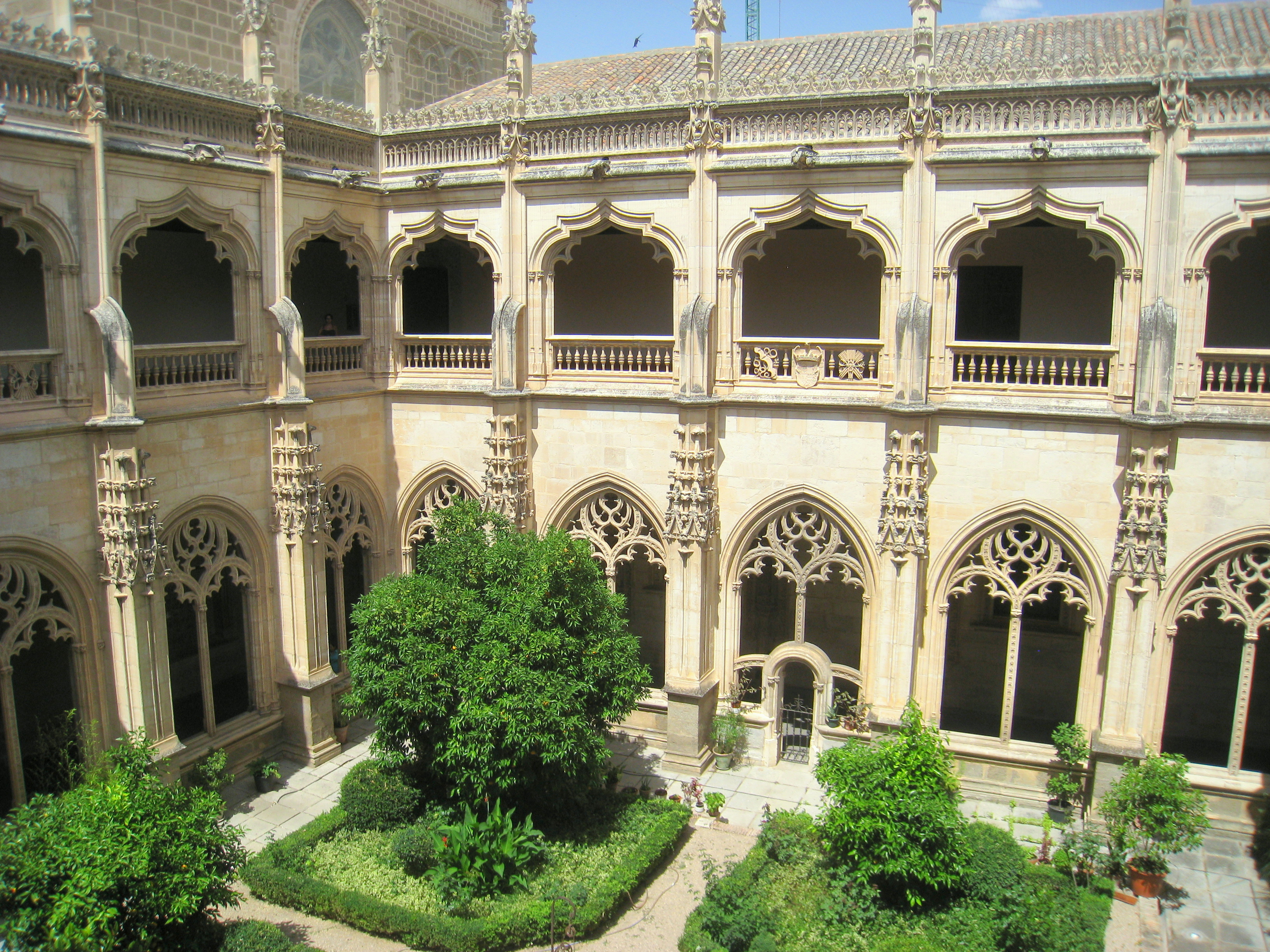
Aspetto del chiostro.

Il monastero è un esempio dello stile isabellino. La sua chiesa ha la forma di una croce latina, con bracci corti, una navata allungata (circa 50 metri di lunghezza e 30 metri di altezza) e cappelle laterali situate tra gli archi a cupola, tre cappelle su entrambi i lati della navata, e altre due sotto il coro. La chiesa è degna di nota per la sua decorazione con gli stemmi dei monarchi cattolici tenuti da aquile. Il coro è decorato con un altare (metà del XVI secolo) dell'ex Ospedale di Santa Cruz dello scultore Felipe Bigarny e del pittore Francisco de Comontes, raffigurante scene della Passione e della Resurrezione, nonché due scene della leggenda della Santa Croce.
Il suo chiostro ha un piccolo giardino. Il soffitto del piano terra è formato da volte a crociera tedesche con figure di santi intervallate da motivi animali e vegetali, tutti creati dallo scultore di Toledo, Cecilio Béjar nel XX secolo. Il chiostro superiore, completato per la prima volta nel 1526 e restaurato nel XIX secolo, contiene ornamenti mudéjar, tra cui un soffitto in legno di larice, dipinto con i motivi e gli stemmi dei monarchi cattolici e il motto Tanto monta, monta tanto, Isabel como Fernando.

## Bibliografia

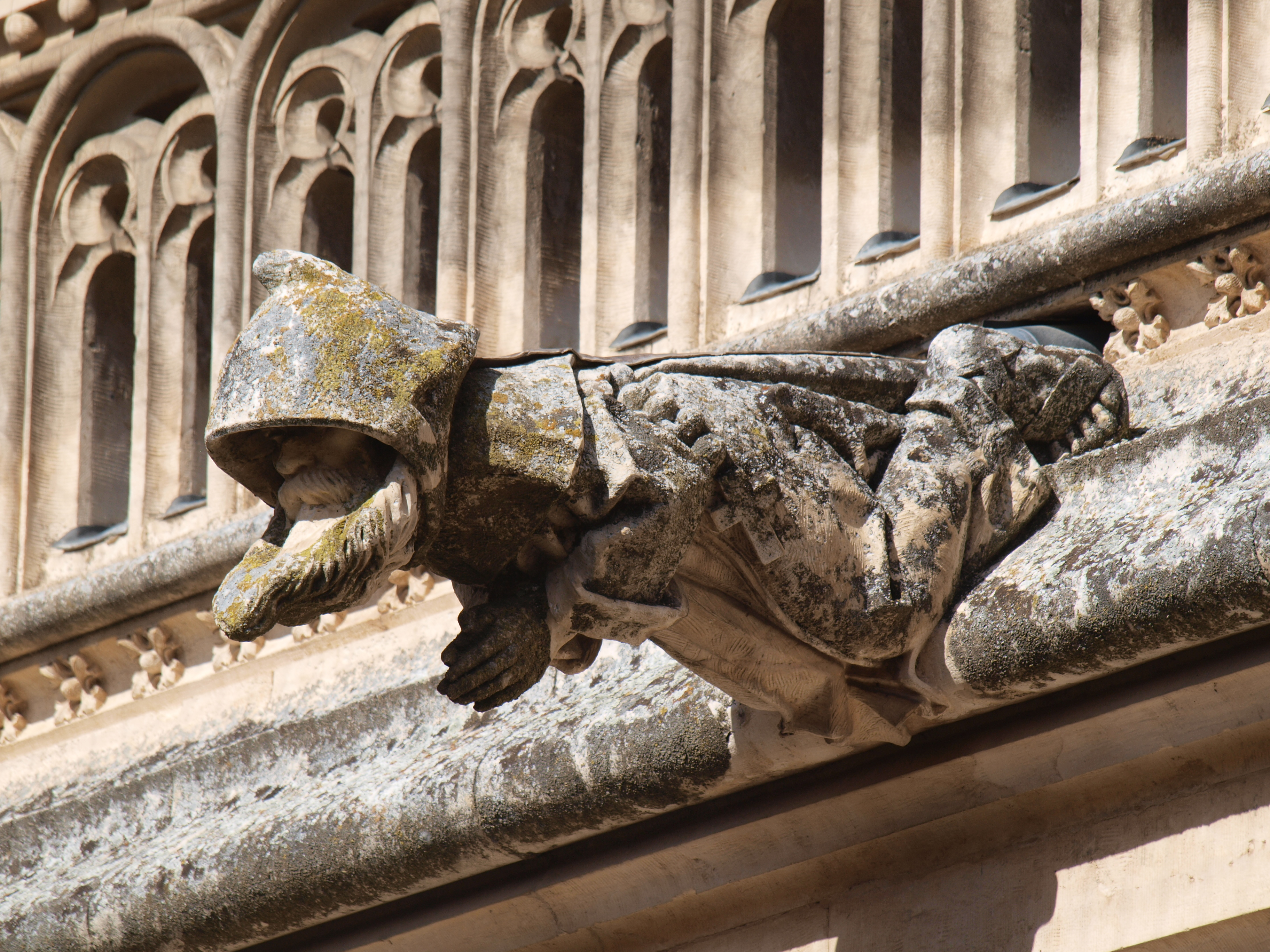
Gargoile nel chiostro